# 伊当伊什
伊当伊什是葡萄牙波尔图区的一个堂区。总面积7.25平方公里，总人口2505人，人口密度345.5人/平方公里。